# Wereldkampioenschappen trampolinespringen 1964
De wereldkampioenschappen trampolinespringen 1964 waren door de Nissen Trampoline Corporation, in samenwerking met de British Amateur Gymnastics Association (BAGA), georganiseerde kampioenschappen voor trampolinespringers. Competitie secretaris was Ted Blake. De eerste editie van de wereldkampioenschappen vond plaats in de Royal Albert Hall in het Britse Londen op 21 maart 1964. Er namen 41 gymnasten uit twaalf landen deel.

## Resultaten
| Discipline | Goud        | Zilver     | Brons                |
| ---------- | ----------- | ---------- | -------------------- |
| Heren      | Dan Millman | Gary Erwin | Dave Smith           |
| Dames      | Judy Wills  | Lynda Ball | Karle van der Bogard |

1964 ·
1965 ·
1966 ·
1967 ·
1968 ·
1971 ·
1973 ·
1974 ·
1978 ·
1978 ·
1980 ·
1982 ·
1984 ·
1986 ·
1988 ·
1990 ·
1992 ·
1994 ·
1996 ·
1998 ·
1999 ·
2001 ·
2003 ·
2005 ·
2007 ·
2009 ·
2010 ·
2011 ·
2013 ·
2014 ·
2015 ·
2017 ·
2018 ·
2019